# 伊桑·艾伦级潜艇
伊森·艾倫級潛艇（英語：Ethan Allen-class submarine）是美国设计的彈道飛彈潛艇（SSBN）， 1959－1960年共建造5艘。艇型为水滴型，艇长約125公尺、宽約10.1公尺。主要武器是16枚“北极星”A2型导弹（后改装“北极星”A3型导弹）和4具21英寸（530）艏鱼雷发射管。动力系统为S5W压水式反應爐，单轴，15000轴马力；潜深300～400公尺。1980年代初，改装为攻击型核潜艇（SSN），主要用于训练和反潜演习任务。

## 歷史
伊桑·艾伦级潜艇為美國的第二代彈道飛彈核潛艇，其創新、設備、速度及耐壓裝置，在當時都是首屈一指。採用HY-80型強化耐壓殼，比先前的喬治·華盛頓級戰略導彈彈道核潛艇潛得更深，噪音改善方面卻沒有蘇聯的好，為其缺點之一。其可填裝北極星2、3型戰略洲際飛彈，有效射程2500海浬。自衛武器為4具533公厘魚雷發發射管，可填裝薩布洛克反潛魚雷。
美國海軍在1980年9月1日，將伊桑·艾倫號改裝成攻擊型核潛艇，但實際上並無甚麼作戰能力。1986年，再其他四艘則改裝成演習、訓練和運輸用的潛艇。直到90年代，伊桑·艾伦级潜艇的功能，幾乎已被俄亥俄級核潛艇取代。到了1992年，美國的伊桑·艾伦级潜艇全部退役、拆解。

## 同級列表
本級潛艇的同級艦如下：
| 舷號     | 艇名                   | 下水日期       | 服役日期      | 退役日期      |
| -------- | ---------------------- | -------------- | ------------- | ------------- |
| SSBN-608 | 伊桑·艾伦號 （）       | 1960年11月22日 | 1961年8月8日  | 1983年3月31日 |
| SSBN-609 | 萨姆·休斯顿號 （）     | 1961年2月2日   | 1962年3月6日  | 1991年9月6日  |
| SSBN-610 | 托馬斯·A·愛迪生號 （） | 1961年6月15日  | 1962年3月10日 | 1983年12月1日 |
| SSBN-611 | 約翰·馬歇爾號 （）     | 1961年7月15日  | 1962年5月21日 | 1992年7月22日 |
| SSBN-618 | 托馬斯·杰斐遜號 （）   | 1962年2月24日  | 1963年1月4日  | 1985年1月24日 |